# Anonymous (comunitat)
Anonymous és un terme utilitzat en dos sentits. Com a mem o fenomen d'Internet, representa el concepte de molts usuaris de la comunitat en línia, o la comunitat en línia en si mateixa, actuant anònimament de forma coordinada, generalment cap a un objectiu vagament acordat. És també una etiqueta adoptada per grups de persones que no pertanyen a cap associació, però que s'uneixen a les protestes i altres accions sota el títol d'Anonymous, que es deriva del mateix mem. Generalment es considera com un terme per a certes subcultures d'Internet.
Les accions atribuïdes a Anonymous són portades a terme per individus no identificats que s'atribueixen a si mateixos l'etiqueta d'Anonymous.
Després d'una sèrie de polèmiques i publicitades protestes i atacs Ddos el 2008, els incidents vinculats als seus membres són cada vegada més comuns.
Encara que no està necessàriament lligat a una única entitat en línia, moltes webs estan fortament lligades amb Anonymous. Això inclou notables imageboards (Tauler d'imatges) com 4chan, Futaba Channel, els seus associats wikis, Encyclopædia Dramatica i una sèrie de fòrums.

## Orígens del concepte i mem

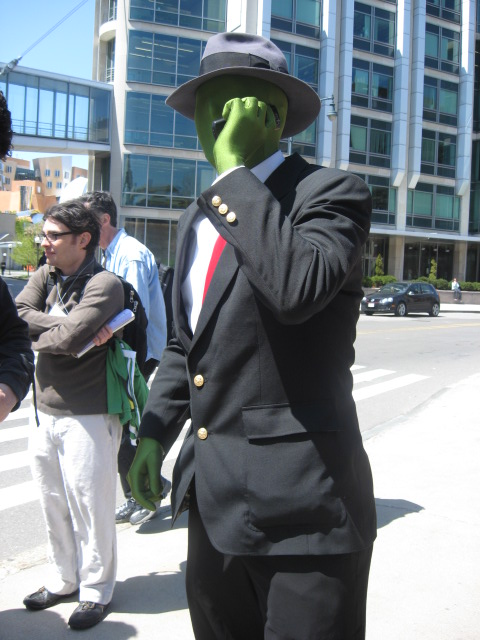
Anonymous, fotografiat a ROFLcon el 26 d'abril de 2008

El mateix nom d'Anonymous s'inspira en la percepció d'anonimat que tenen els usuaris en penjar imatges i comentaris a internet. L'ús d'aquest terme en el sentit d'identitat compartida en imageboards. L'etiqueta d'anònim (anonymous, en anglès) s'assigna als visitants que deixen comentaris sense identificar-se en un bloc, imageboard o fòrum. Aquests usuaris a vegades actuen com si anònim fos una persona real. En augmentar la popularitat d'aquests mitjans a internet, la idea d'un col·lectiu d'individus sense nom esdevé un mem d'internet.
Anonymous representa àmpliament el concepte de qualsevol i alhora tots el components d'un col·lectiu sense nom.
| «                                                       | Anonymous és la primera superconsciència basada en internet. Anonymous és un grup, en el sentit que una bandada d'ocell és un grup. Com saps que són un grup? perquè viatgen en la mateixa direcció. En un moment donat, més ocells es poden afegir, marxar, agafar un altre direcció. | » |
| — Chris Landers Baltimore City Paper,2 d'abril de 2008. | |   |

## Filosofia
Anonymous no té una filosofia estrictament definida, i la dissidència interna és una característica típica del grup. Un lloc web associat amb el grup el descriu com "una trobada a internet" amb "una estructura de comandament molt vague i descentralitzada que funciona més a través d'idees que de directives". Gabriella Coleman escriu del grup que "en certa manera, pot ser impossible mesurar la intenció i el motiu de milers de participants, molts dels quals ni tan sols es molesten a deixar un rastre dels seus pensaments, motivacions i reaccions. Entre els que sí que ho fan, les opinions varien considerablement".
En termes generals, els Anons s'oposen al control i la censura d'Internet, i la majoria de les seves accions es dirigeixen a governs, organitzacions i corporacions que acusen de censura. Anons van estar entre els primers a donar suport al moviment Occupy i la primavera àrab. Des de 2008, un tema que freqüentment crea desacord dins d'Anonymous és si els seus membres s'haurien de centrar a fer bromes i entreteniment o en activisme més seriós (i en alguns casos polític).
| «                                                                           | We [Anonymous] just happen to be a group of people on the internet who need—just kind of an outlet to do as we wish, that we wouldn't be able to do in regular society. ...That's more or less the point of it. Do as you wish. ... There's a common phrase: 'we are doing it for the lulz.' | "Nosaltres [Anonymous] simplement resultem ser un grup de persones a Internet que necessitem—només una mica de vàlvula d'escapament per fer el que volem, i que no podríem fer en la societat regular. ... Això és més o menys el sentit d'Anonymous. Fes el que vulguis. ... Hi ha una frase comuna: "ho estem fent pel lulz." | » |
| — Trent Peacock, Search Engine: The face of Anonymous, 7 de febrer de 2008. | | |   |

Com que Anonymous no té lideratge, no es pot atribuir cap acció al conjunt del membres. Parmy Olson i d'altres han criticat la cobertura dels mitjans de comunicació, que presenten el grup com a ben organitzat o homogeni. Olson escriu: "No hi havia un sol líder movent les palanques, sinó unes poques ments organitzatives que de vegades s'agrupaven per començar a planificar una acció". Alguns membres protesten utilitzant mitjans legals, mentre que d'altres empren mitjans il·legals com atacs DDoS i hacking. La participació està oberta a qualsevol persona que desitgi deixar constància que són part del col·lectiu; Carole Cadwalladr, de The Observer, va comparar l'estructura descentralitzada del grup amb la d'al-Qaida, i va escriure: "si creus en Anonymous, i dius que ets Anonymous, llavors ets Anonymous". Olson, qui anteriorment havia descrit Anonymous com una "marca", va declarar el 2012 que ara el caracteritzava com un "moviment" en lloc d'un grup: "qualsevol pot ser part d'ell. Es tracta d'una multitud de persones, una multitud nebulosa de persones, treballant juntes i fent coses juntes per a diversos fins".
Entre les poques regles del grup, hi ha no revelar la identitat d'un mateix, no parlar del grup, i no atacar els mitjans de comunicació. Els seus membres solen utilitzar el lema "Som Anonymous. Som legió. No perdonem. No oblidem. Espera'ns". Brian Kelly escriu que tres de les principals característiques del grup són "(1) una postura moral implacable sobre les qüestions i els drets, independentment de la provocació directa, (2) una presència física que acompanya l'activitat de hacking a Internet, i (3) una marca distintiva".
Els periodistes han comentat que la discreció, invencions i coneixement dels mitjans de comunicació que mostra Anonymous plantegen un desafiament inusual per informar sobre les accions i motivacions del grup. Quinn Norton, de Wired, escriu que els "Anons menteixen quan no tenen cap raó per mentir. Teixeixen grans mentides com una forma d'actuació. I llavors diuen la veritat en moments inesperats i desafortunats, de vegades destruint-se a si mateixos en el procés. Són impredictibles". Norton afirma que les dificultats en informar sobre el grup causa que la majoria dels escriptors, incloent-se a si mateixa, se centrin en els "petits grups de hackers que robar el protagonisme a la legió, en desafien els seus valors, i xoquen violentament contra la llei" en lloc d'en el "mar de veus d'Anonymous, totes experimentant amb noves formes d'estar en el món".

## Atacs en defensa de WikiLeaks
Anonymous ha coordinat atacs dins l'Operation Payback contra Postfinance.ch (banc suís), sistema de pagament PayPal, targetes de crèdit (Visa - MasterCard), així com les pàgines de polítics com Sarah Palin o el senador ultraconservador Joe Liberman i altres pàgines web que han bloquejat o atacat WikiLeaks. Com a resposta a aquestes accions, algunes empreses de serveis d'internet, com Facebook, Twitter i d'altres han tancat els comptes que hi tenia el grup i n'impedeixen l'obertura de nous comptes. També, un grup de "hackers" van anunciar diversos atacs dirigits a comptes de Facebook.